# Lipová (Zlíni járás)
Lipová, település Csehország délkeleti részén, Zlín városától 21 kilométernyire délkeletre, a Zlíni kerület és a Zlín Régió területén terül el. A település 11,47 négyzetkilométernyi területen fekszik. A településnek 2006-ban 309 lakosa volt. A falu Prágától 272 kilométernyire, délkeletre fekszik. 
2014. október 16-án és 2014. december 6-án robbanások történtek a közeli lőszerraktárban, ahol, mintegy 7000 tonnányi hadianyagot tárolnak. Az októberi robbanásban két ember életét vesztette. Decemberben a robbanások miatt ki kellett üríteni Lipová, Haluzice, Vlachovice és Vrbetice településeket.

## Népesség
A település népessége az elmúlt években az alábbi módon változott:
| Lakosok száma | 386  | 444  | 479  | 415  | 356  | 300  | 370  | 359  | 369  | 363  |
|               | 1869 | 1890 | 1921 | 1950 | 1980 | 2001 | 2017 | 2019 | 2022 | 2024 |

## Fordítás
Ez a szócikk részben vagy egészben  a   Lipová (Zlín District) című angol Wikipédia-szócikk ezen változatának fordításán alapul.  Az eredeti cikk szerkesztőit annak laptörténete sorolja fel. Ez a jelzés csupán a megfogalmazás eredetét és a szerzői jogokat jelzi, nem szolgál a cikkben szereplő információk forrásmegjelöléseként.